# (100077) Tertzakian
(100077) Tertzakian es un asteroide perteneciente al cinturón de asteroides, descubierto el 7 de agosto de 1992 por Andrew Lowe desde el Observatorio del Monte Palomar, Estados Unidos.

## Designación y nombre
Designado provisionalmente como 100077 Ter. Fue nombrado Tertzakian en honor a Peter Tertzakian, economista, autor de una publicación relacionada con energía, geofísica y finanzas.

## Características orbitales
Tertzakian está situado a una distancia media del Sol de 2,620 ua, pudiendo alejarse hasta 3,177 ua y acercarse hasta 2,064 ua. Su excentricidad es 0,212 y la inclinación orbital 14,14 grados. Emplea 1549 días en completar una órbita alrededor del Sol.

## Características físicas
La magnitud absoluta de Tertzakian es 15,4.